# Carlo Fasciotti
Carlo Fasciotti (n. 28 decembrie 1870, Udine – d. 7 august 1958, Roma, Italia) a fost un diplomat italian, ambasador în România pe perioada Primului Război Mondial. De-a lungul carierei a mai ocupat diferite poziții diplomatice la reprezentanțele Italiei din Grecia, Imperiul Austro-Ungar și Spania, precum și în aparatul central al Ministerului de Externe italian.
S-a opus fascismului, motiv pentru care a fost scos din diplomație în 1922 de către Benito Mussolini, pe toată perioada regimului fascist ocupându-se de activitatea societății sale de binefacere. După căderea fascismului, Carlo Sforza, ministrul de externe al Republicii Italiene îl numește în instanța creată special pentru judecarea fascismului. 

## Biografie
Carlo Fasciotti s-a născut la Udine la 28 decembrie 1870, ca fiu al lui Eugene Vincent Fasciotti, pe atunci prefect al orașului și al  Carlottei Gnecco. Ambii părinți proveneau din familii înstărite, cu puternice tradiții liberale. Primii ani de studii îi face la Institutul (pensionul) „Cicognini”, din Prato. În tinerețe, a petrecut perioade lungi la Tunis, unde familia mamei sale era stabilită încă din 1816 și unde tatăl său a deținut funcția de Consul General al Italiei, fiind unul din prietenii lui Constantinp Nigra, unul din colaboratorii apropiați ai lui Camillo Cavour.
Revenit în Italia Fasciotti s-a stabilit la Roma, unde a absolvit studiile de drept în 1895, intrând ulterior în serviciul diplomatic. Din această perioadă datează prietenia cu contele Carlo Sforza, împreună cu care se va opune ulterior ingerințelor regimului fascist în diplomația italiană.
El a căsătorit pentru prima dată la Pegli, în 1899 cu Sofia Giustiniani, fiica prințului Alexandru si prințesei Maria Giustiniani, și a doua oară, la San Sebastián, în 1922, cu Cecilia Giustiniani, sora Sofiei.
Moare la Roma la 7 august 1958. 

## Cariera diplomatică
Primul său post a fost la ambasada din Viena (1896), pe atunci condusă de Constantino Nigra. În 1899 a participat la Conferința internațională de la Haga privind dezarmarea, în prima parte ca secretar privat a lui Nigra, iar ulterior ca secretar adjunct al delegației italiene participantă la conferință. În iunie 1901 este numit secretar de legație, iar august același an a fost promovat secretar de legație clasa a doua. În 1904 este numit în reprezentanța diplomatică de la Atena, condusă de ambasadorul Ricardo Bollati. În iulie 1905 a fost însărcinat temporar la conducerea consulatului italian din Creta, în urma apariției unor agitații filo-grecești în insulă. Pentru contribuția sa la restabilirea ordinii în insulă a fost decorat de statul italian, în mai 1907, pentru apărarea reședinței consulare de un grup de insurgenți înarmați. 
In 1906 s-a întors la Viena, unde Nigra fusese înlocuit la post de ambasadorul Giovani Avarna Gualtieri. Rapoartele sale din timpul celei de a doua șederi în capitala habsburgică, exprimă convingerile sale că disputele dintre Austria și Italia pot fi soluționate pe cale pașnică și că prima prioritate pentru statul italian era prezervarea păcii, în vederea câștigării timpului necesar pentru creșterea puterii și influenței sale în raport cu celelalte mari puteri.  În 1908 este numit secretar de legație clasa întâi, fiind mutat în țară pentru a lucra în Direcția Generală de Afaceri Politice, din Ministerul de Externe. În iunie același an este promovat consilier de legație clasa a doua, iar în 1910 este numit șef de cabinet al ministrului de externe Antonino di San Giuliano.
Între 1911-1919 a fost ambasador în România iar între 1919-1922 a fost ambasador în Spania.
La 10 noiembrie 1922, în urma marșului asupra Romei, a fost rechemat de la post. S-a opus politicii lui Mussolini de politizare a diplomației prin așa zisa reînnoire a oamenilor făcându-și cunoscute nemulțumirile într-un memoriu către regele Victor Emanuel. 
S-a retras din viața publică, dedicându-se implicării în conducerea unor așezăminte de caritate, în Italia și peste hotare. După căderea fascismului, Carlo Sforza l-a chemat să facă parte Înalta Curte de Justiție pentru Judecarea Fascismului. După părăsirea acestei funcții, Fasciotti a revenit la viață privată, dăruindu-se studiilor istorice și afacerilor familiei.

## Activitatea în România
Promovat consilier de legație clasa întâi, în 1911 a fost numit acreditat ca trimis extraordinar și ministru plenipotențiar la Legația Italiei la București, post în care avea să rămână până în august 1919. După atentatul de la Sarajevo, din 1914, văzând atitudinea indecisă a guvernului italian față de Austria, a subliniat în rapoartele sale din București, pericolele iminente care pândeau Italia, în caz de victorie a Puterilor Centrale, precum și posibila apariție a unor conflicte cu unele dintre puterile Antantei, în special Franța și Rusia. Din această perspectivă a susținut necesitatea încheierii unor acorduri speciale cu Anglia, pe care o vedea, alături de Italia, ca fiind interesată de conservarea echilibrului Balcani. 
După ultimatumul austro-ungar dat Serbiei, a primit instrucțiuni să solicite guvernului român să aibă o atitudine moderată față de Viena, într-o încercare de evitare a izbucnirii unui război. Cu aceeași ocazie Fasciotti a făcut cunoscut părții române interesul pe care atât Italia câtre și România îl aveau, acela de a preveni modificări teritoriale în Balcani și zdrobirea Serbiei, ceea ce ar fi favorizat Imperiul Habsburgic. 
Fasciotti a militat pentru ca Italia și România să adopte o linie de conduită comună față de declarația de război a Imperiului Austro-Ungar adresată Serbiei, lucru ce s-a concretizat în acordul bilateral semnat la 10/23 septembrie de Fasciotti cu președintele Consiliului de Miniștri al României, Ion I. C. Brătianu. Prin prevederile acordului cele două guverne s-au angajat să nu abandoneze neutralitatea, fără a da mai întâi o notificare de cel puțin opt zile celeilalte părți. Acest acord a avut o semnificație politică importantă, deoarece a reprezentat pe de o parte, amenințarea materializării unui posibil atac comun pe două fronturi pentru Austria, iar pe de altă parte a oferit mai multă greutate argumentelor Italiei în negocierile cu Antanta.:p. 340
Între timp, Antonino di San Giuliano, a fost înlocuit în funcția de ministru de externe de Sidney S. Sonnino, partizan al încheierii unei alianțe cu România, în vederea unei intervenții comune în conflict. După negocieri intense, la 6 februarie 1915, a fost semnat la București, un nou acord bilateral, în care cele două guverne își garantau asistență militară reciprocă în cazul unui atac neprovocat executat de Austria. Ulterior, guvernul român, prin persoana lui Ionel Brătianu, a cerut Italiei să nu să se angajeze de partea Antantei fără a-l consulta în prealabil, dar pentru că partea italiană încheiase deja negocierile secrete cu Antanta, a făcut ca România să fie pusă în fața unui fapt împlinit. Momentul a fost unul delicat în relațiile dintre cele două țări, Fasciotti trebuind să depună eforturi susținute în anii care au urmat pentru revenirea la relații mai cordiale.:p. 341